# Because I Love It
Because I Love It è il terzo album discografico in studio della cantante statunitense Amerie, pubblicato nel 2007.

## Tracce
1. Forecast (Intro) – 1:10 (Bob James, Chris Paultre, Derrick "Mayham" Braxton)
2. Hate2LoveU – 3:11 (George Brown, Ronald Bell, Claydes Smith, Robert Mickens, Richard Westfield, Dennis Thomas, Robert Bell, Gene Redd, Woodrow Sparrow, The Clutch)
3. Some Like It – 2:56 (Malcolm McLaren, Anne Dudley, Lenvert Nicholson)
4. Make Me Believe – 3:22 (Curtis Mayfield)
5. Take Control – 3:42 (Daryl Hall, John Oates, Sara Allen, Cee-Lo Green, Mike Caren, Tom Zé, Waldez)
6. Gotta Work – 3:10 (Isaac Hayes, David Porter, Loren Hill, Rich Shelton, Kevin Veney) – One Up
7. Crush – 3:39 (Makeda Davis, Simon Johnson, Andre Gonzales)
8. Crazy Wonderful – 3:48 (Johnson, Gonzales)
9. That's What U R – 3:36 (Derrick Braxton, Chris Paultre)
10. When Loving U Was Easy – 3:21 (Curtis Richardson)
11. Paint Me Over – 4:12 (Roosevelt Harrell, Willie Hutch)
12. Somebody Up There – 4:45 (Bryan-Michael Cox)
13. All Roads – 3:08 (Alan Bergman, Marilyn Bergman, Richardson, Michel Legrand)